# Gianni Morbidelli
Gianni Morbidelli (Pesaro, 13 gennaio 1968) è un pilota automobilistico italiano.
Ritenuto un ottimo collaudatore, era considerato una delle migliori promesse dell'automobilismo italiano nei primi anni '90. Campione italiano ed europeo di Formula 3 nel 1989, esordì l'anno seguente in Formula 1, categoria nel quale disputò sei campionati ed ottenne, come miglior risultato, un terzo posto al Gran Premio d'Australia 1995. Ha dedicato, però, la maggior parte della sua carriera a gare su ruote coperte, gareggiando in campionati come il BTCC e l'ETCC, dove ha conquistato diverse vittorie.

## Carriera

### Gli inizi
Dopo lusinghieri risultati nel mondo dei kart, Morbidelli fece il suo debutto nella Formula 3 italiana, nel 1987, guidando per il team Euroracing (squadra che con il Brun Team avrebbe poi dato vita nel 1988 alla squadra di Formula 1 EuroBrun). Al primo anno risultò il miglior debuttante e concluse sesto nella classifica assoluta.
Passato alla Forti Corse nel 1988, riuscì a vincere una gara, piazzandosi quinto a fine anno. L'anno seguente, gareggiando sempre per il team piemontese, ottenne il titolo di Campione Italiano ed Europeo di Formula 3, con 7 vittorie su 12 gare, 4 pole position e 3 giri più veloci. I buoni risultati ottenuti gli valsero la chiamata da parte della Ferrari che a fine anno lo ingaggiò come collaudatore.
La Forti decise di compiere il salto di categoria, passando alla Formula 3000 e Morbidelli seguì il team italiano. Il pilota ebbe un andamento altalenante durante il campionato, complice anche un motore non molto efficace. Ottenne comunque una vittoria e concluse quinto nella graduatoria finale.

### Formula 1

#### I primi anni (1990-1992)
Nel novembre 1989 la Scuderia Ferrari annunciò l’ingaggio di Morbidelli come terzo pilota siglando un contratto triennale.
All’inizio della stagione successiva, Morbidelli fece il suo debutto in Formula 1 con la Dallara al Gran Premio degli Stati Uniti 1990, mancando, però, la qualificazione. Prese parte anche al successivo appuntamento mondiale, prima di concentrarsi esclusivamente sulla Formula 3000. Disputò poi gli ultimi due Gran Premi stagionali alla guida di una Minardi.
Nella stagione 1991 Morbidelli partecipò all'intero campionato con la scuderia faentina e, contemporaneamente, venne confermato collaudatore Ferrari. Proprio con il team di Maranello disputò, al seguito del licenziamento di Alain Prost, l'ultima gara del campionato, ad Adelaide, concludendo al sesto posto, primo risultato utile della sua carriera, che però gli valse solo mezzo punto. 
Nel 1992 mantenne il doppio ruolo di collaudatore Ferrari e pilota titolare in Minardi, senza però raccogliere punti, ma per il 1993, vista l'impossibilità di trovare un sedile, se non pagando somme elevate, decise di correre per l'Alfa Romeo nel Campionato Italiano Turismo.

#### Footwork Arrows (1994-1995)

Martini, Badoer, Morbidelli e Fisichella nel 1995, in occasione di un test a Fiorano per la Scuderia Ferrari.

Per il 1994 Morbidelli trovò un accordo con la Footwork Arrows a pochi giorni dall'inizio del mondiale, andando ad affiancare Christian Fittipaldi, già suo compagno in Minardi due anni prima.

Con la squadra conquistò un 5º posto nel Gran Premio di Germania e un 6º posto a Spa.
Nel 1995, rimase con la Arrows, con cui disputò la prima parte della stagione prima di essere licenziato per mancanza di denaro da parte del team. Tornato nelle ultime tre gare dell'anno salì sul podio (3º posto) nel Gran Premio d'Australia e disputò anche il Campionato Italiano Turismo con una BMW ufficiale ottenendo 2 vittorie e 2 pole position.

#### Gli ultimi anni (1996-1997)
Per il 1996 il pesarese era inizialmente candidato alla riconferma in Footwork, ma il team gli preferí il pay-driver Ricardo Rosset; Gianni restò quindi pilota BMW nel Campionato Italiano Turismo e diventò test driver della Jordan.
A gennaio del 1997 trovò un accordo con la Ferrari, divenendone nuovamente collaudatore, ma, a partire dal Gran Premio di Spagna, subentrò a Nicola Larini alla guida della Sauber, che montava appunto i motori di Maranello. Durante alcune prove private a Magny-Cours, però, il pilota italiano uscì di pista e si schiantò contro le barriere a circa 200 chilometri orari. Si fratturò quindi un braccio e fu costretto a saltare tre gare. Rientrato al Gran Premio d'Ungheria corse con il team svizzero fino all'appuntamento giapponese, quando terminò anticipatamente la sua stagione, senza aver ottenuto punti.

### Dopo la F1
Nel 1998 partecipò al BTCC con una Volvo S40 del Team TWR, concludendo il campionato all'undicesimo posto.

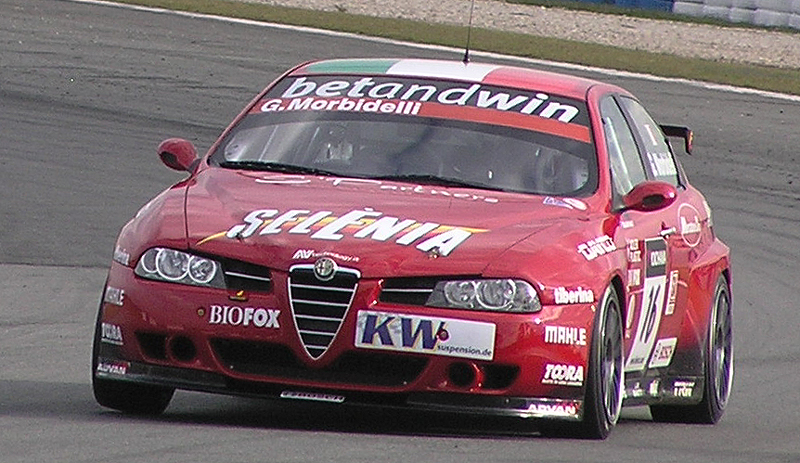
Morbidelli al volante di un'Alfa Romeo 156 S2000 a Curitiba nel corso del WTCC 2006

Nel 2000 gareggiò nel campionato ETCC (3º posto).

Nel Febbraio successivo sembrò poter tornare in F1, essendo tra i candidati al secondo sedile in Minardi, ma il team gli preferí il brasiliano Tarso Marques.

Nel 2001 quindi gareggiò nel campionato Europeo Super Produzione (5º posto). Nel 2002 corse quattro gare del campionato ETCC e una gara del campionato ALMS; nello stesso anno partecipò a quattro gare del campionato Europeo Super Diesel Challenge. Nel 2003 gareggiò nel Campionato Endurance Turismo (7º posto).

L'anno dopo passò al campionato FIA GT (15º posto) disputando anche una gara del campionato ETCC. Nel 2005 corse due gare del campionato FIA GT e due gare del campionato italiano GT. Nel 2006 gareggiò nel campionato WTCC (13º posto). Nel 2007 vinse il campionato italiano Superstars alla guida dell'Audi RS4, ripetendosi nel 2008 sempre con l'Audi e nel 2009 con una BMW.
Nel 2010 partecipò al campionato italiano Superstars con una vettura del Team BMW Italia, cogliendo un successo e un quarto posto finale nella classifica piloti. Dal 2011 gareggia nella Superstars Series, al volante di una vettura del team Audi Sport Italia.

## Risultati

### Formula 3000
(legenda) (Le gare in grassetto indicano la pole position) (Gare in corsivo indicano Gpv)
| Anno | Scuderia    | Vettura   | 1     | 2       | 3     | 4       | 5     | 6     | 7       | 8       | 9       | 10    | 11    | Pos. | Punti |
| ---- | ----------- | --------- | ----- | ------- | ----- | ------- | ----- | ----- | ------- | ------- | ------- | ----- | ----- | ---- | ----- |
| 1990 | Forti Corse | Lola-Ford | DON 8 | SIL Rit | PAU 3 | JER Rit | MON 4 | PER 1 | HOC Rit | BHI Rit | BIR Rit | BUG 7 | NOG 3 | 5º   | 20    |

### Formula 1
| 1990 | Scuderia                | Vettura  |    |    |  |  |  |  |  |  |  |  |  |  |  |  |     |     |  | Punti | Pos. |
| ---- | ----------------------- | -------- | -- | -- |  |  |  |  |  |  |  |  |  |  |  |  | --- | --- |  | ----- | ---- |
| 1990 | Scuderia Italia Minardi | 190 M190 | NQ | 14 |  |  |  |  |  |  |  |  |  |  |  |  | Rit | Rit |  | 0     |      |

| 1991 | Scuderia        | Vettura     |     |   |     |     |     |   |     |    |     |    |     |   |   |    |     |   |  | Punti | Pos. |
| ---- | --------------- | ----------- | --- | - | --- | --- | --- | - | --- | -- | --- | -- | --- | - | - | -- | --- | - |  | ----- | ---- |
| 1991 | Minardi Ferrari | M191 643 F1 | Rit | 8 | Rit | Rit | Rit | 7 | Rit | 11 | Rit | 13 | Rit | 9 | 9 | 14 | Rit | 6 |  | 0,5   | 24º  |

| 1992 | Scuderia | Vettura |     |     |   |     |     |     |    |   |    |    |    |    |     |    |    |    |  | Punti | Pos. |
| ---- | -------- | ------- | --- | --- | - | --- | --- | --- | -- | - | -- | -- | -- | -- | --- | -- | -- | -- |  | ----- | ---- |
| 1992 | Minardi  | M192    | Rit | Rit | 7 | Rit | Rit | Rit | 11 | 8 | 17 | 12 | NQ | 16 | Rit | 14 | 14 | 10 |  | 0     |      |

| 1994 | Scuderia | Vettura |     |     |     |     |     |     |     |     |   |     |   |     |   |    |     |     |  | Punti | Pos. |
| ---- | -------- | ------- | --- | --- | --- | --- | --- | --- | --- | --- | - | --- | - | --- | - | -- | --- | --- |  | ----- | ---- |
| 1994 | Footwork | FA15    | Rit | Rit | Rit | Rit | Rit | Rit | Rit | Rit | 5 | Rit | 6 | Rit | 9 | 11 | Rit | Rit |  | 3     | 22º  |

| 1995 | Scuderia | Vettura |     |     |    |    |   |   |    |  |  |  |  |  |  |  |     |     |   | Punti | Pos. |
| ---- | -------- | ------- | --- | --- | -- | -- | - | - | -- |  |  |  |  |  |  |  | --- | --- | - | ----- | ---- |
| 1995 | Footwork | FA16    | Rit | Rit | 13 | 11 | 9 | 6 | 14 |  |  |  |  |  |  |  | Rit | Rit | 3 | 5     | 14º  |

| 1997 | Scuderia | Vettura |  |  |  |  |  |    |    |  |  |  |     |   |    |   |   |    |  | Punti | Pos. |
| ---- | -------- | ------- |  |  |  |  |  | -- | -- |  |  |  | --- | - | -- | - | - | -- |  | ----- | ---- |
| 1997 | Sauber   | C16     |  |  |  |  |  | 14 | 10 |  |  |  | Rit | 9 | 12 | 9 | 9 | NP |  | 0     |      |

| Legenda | 1º posto     | 2º posto | 3º posto    | A punti         | Senza punti/Non class.  | Grassetto – Pole position Corsivo – Giro più veloce |
| Legenda | Squalificato | Ritirato | Non partito | Non qualificato | Solo prove/Terzo pilota | Grassetto – Pole position Corsivo – Giro più veloce |

### Campionato britannico turismo
(legenda) (Le gare in grassetto indicano la pole position) (Gare in corsivo indicano Gpv)
| Anno | Scuderia         | Vettura   | 1       | 2        | 3       | 4       | 5        | 6         | 7        | 8        | 9       | 10      | 11      | 12      | 13       | 14      | 15      | 16       | 17      | 18    | 19       | 20        | 21        | 22        | 23        | 24      | 25       | 26        | Pos. | Punti |
| ---- | ---------------- | --------- | ------- | -------- | ------- | ------- | -------- | --------- | -------- | -------- | ------- | ------- | ------- | ------- | -------- | ------- | ------- | -------- | ------- | ----- | -------- | --------- | --------- | --------- | --------- | ------- | -------- | --------- | ---- | ----- |
| 1998 | Volvo S40 Racing | Volvo S40 | THR 1 6 | THR 2 11 | SIL 1 8 | SIL 2 5 | DON 1 12 | DON 2 Rit | BHI 1 13 | BHI 2 10 | OUL 1 6 | OUL 2 9 | DON 3 6 | DON 4 7 | CRO 1 10 | CRO 2 7 | SNE 1 7 | SNE 2 11 | THR 3 8 | THR 4 | KNO 1 11 | KNO 2 Rit | BHI 3 Rit | BHI 4 Rit | OUL 3 Rit | OUL 4 9 | SIL 3 17 | SIL 4 Rit | 11º  | 56    |

### Campionato europeo turismo
(legenda) (Le gare in grassetto indicano la pole position) (Gare in corsivo indicano Gpv)
| Anno | Scuderia                | Vettura           | 1        | 2         | 3         | 4         | 5         | 6        | 7        | 8         | 9     | 10      | 11      | 12      | 13    | 14      | 15        | 16      | 17      | 18       | 19      | 20      | Pos. | Punti |
| ---- | ----------------------- | ----------------- | -------- | --------- | --------- | --------- | --------- | -------- | -------- | --------- | ----- | ------- | ------- | ------- | ----- | ------- | --------- | ------- | ------- | -------- | ------- | ------- | ---- | ----- |
| 2000 | CiBiEmme Engineering    | BMW 320i          | MUG 1 3  | MUG 2 4   | PER 1 7   | PER 2 Rit | A1R 1 3   | A1R 2    | MON 1 9  | MON 2 3   | HUN 1 | HUN 2 1 | IMO 1 7 | IMO 2 5 | MIS 1 | MIS 2 1 | BRN 1 Rit | BRN 2 3 | VAL 1 5 | VAL 2 11 | MOB 1 8 | MOB 2 1 | 3º   | 202   |
| 2002 | Carly Motors Team Isert | BMW 320i          | MAG 1 10 | MAG 2 7   | SIL 1 15† | SIL 2 NP  | BRN 1 Rit | BRN 2 NP | JAR 1 16 | JAR 2 Rit | AND 1 | AND 2   | OSC 1   | OSC 2   | SPA 1 | SPA 2   | PER 1     | PER 2   | DON 1   | DON 2    | EST 1   | EST 2   | NC   | 0     |
| 2004 | SEAT Sport Italia       | SEAT Toledo Cupra | MON 1 11 | MON 2 Rit | VAL 1     | VAL 2     | MAG 1     | MAG 2    | HOC 1    | HOC 2     | BRN 1 | BRN 2   | DON 1   | DON 2   | SPA 1 | SPA 2   | IMO 1     | IMO 2   | OSC 1   | OSC 2    | DUB 1   | DUB 2   | NC   | 0     |

#### Classe Super Production
(legenda) (Le gare in grassetto indicano la pole position) (Gare in corsivo indicano Gpv)
| Anno | Scuderia             | Vettura  | 1     | 2       | 3     | 4     | 5      | 6      | 7     | 8     | 9       | 10    | Pos. | Punti |
| ---- | -------------------- | -------- | ----- | ------- | ----- | ----- | ------ | ------ | ----- | ----- | ------- | ----- | ---- | ----- |
| 2001 | CiBiEmme Engineering | BMW 320i | MON 3 | BRN Rit | MAG 4 | SIL 4 | ZOL 11 | HUN 13 | A1R 2 | NÜR 5 | JAR Rit | EST 1 | 5º   | 75    |

### Campionato del mondo turismo
(legenda) (Le gare in grassetto indicano la pole position) (Gare in corsivo indicano Gpv)
| Anno | Scuderia                        | Vettura                 | 1         | 2        | 3        | 4        | 5        | 6       | 7       | 8        | 9        | 10      | 11       | 12      | 13       | 14       | 15       | 16       | 17       | 18       | 19        | 20       | 21       | 22      | 23       | 24        | Pos. | Punti |
| ---- | ------------------------------- | ----------------------- | --------- | -------- | -------- | -------- | -------- | ------- | ------- | -------- | -------- | ------- | -------- | ------- | -------- | -------- | -------- | -------- | -------- | -------- | --------- | -------- | -------- | ------- | -------- | --------- | ---- | ----- |
| 2006 | N.technology                    | Alfa Romeo 156          | ITA 1 29† | ITA 2 10 | FRA 1 20 | FRA 2 14 | GBR 1 12 | GBR 2 7 | GER 1 9 | GER 2 11 | BRA 1 7  | BRA 2   | MES 1 7  | MES 2   | CEC 1 17 | CEC 2 14 | TUR 1 10 | TUR 2 16 | SPA 1 13 | SPA 2 11 | MAC 1 Rit | MAC 2 NP |          |         |          |           | 14°  | 22    |
| 2014 | ALL-INKL.COM Münnich Motorsport | Chevrolet RML Cruze TC1 | MAR 1 15  | MAR 2 16 | FRA 1 11 | FRA 2 9  | UNG 1 9  | UNG 2 1 | SVC 1 6 | SVC 2 C  | AUT 1 10 | AUT 2 6 | RUS 1 12 | RUS 2 8 | BEL 1 4  | BEL 2 6  | ARG 1 12 | ARG 2 13 | PEC 1 4  | PEC 2 7  | SHA 1 11  | SHA 2 13 | GPN 1 10 | GPN 2 8 | MAC 1 10 | MAC 2 Rit | 9º   | 109   |

### Superstars Series
(legenda) (Le gare in grassetto indicano la pole position) (Gare in corsivo indicano Gpv)
| Anno | Scuderia                    | Vettura      | 1       | 2         | 3        | 4        | 5         | 6       | 7         | 8        | 9        | 10        | 11       | 12        | 13        | 14      | 15        | 16        | Pos. | Punti |
| ---- | --------------------------- | ------------ | ------- | --------- | -------- | -------- | --------- | ------- | --------- | -------- | -------- | --------- | -------- | --------- | --------- | ------- | --------- | --------- | ---- | ----- |
| 2009 | ROAL Motorsport             | BMW M3 (E90) | IMO 1 2 | IMO 2 Rit | ALG 1    | ALG 2 1  | MUG 1 2   | MUG 2 5 | MON 1 9   | MON 2 1  | KYA 1 5  | KYA 2 4   |          |           |           |         |           |           | 1º   | 123   |
| 2010 | Team BMW Italia             | BMW M3 (E92) | MON 1 3 | MON 2 Ret | IMO 1 5  | IMO 2 17 | ALG 1 6   | ALG 2   | HOC 1 4   | HOC 2 5  | PRI 1 2  | PRI 2 Ret | VAL 1 12 | VAL 2 18  | KYA 1     | KYA 2   |           |           | 6º   | 74    |
| 2011 | Hopmobile Audi Sport Italia | Audi RS4     | MON 1   | MON 2     | VAL 1    | VAL 2    | ALG 1     | ALG 2   | DON 1     | DON 2    | MIS 1 NP | MIS 2 NP  | SPA 1 15 | SPA 2 Rit | MUG 1 Rit | MUG 2 9 | VAL 1 Rit | VAL 2     | 15º  | 18    |
| 2012 | Audi Sport Italia           | Audi RS5     | MON 1 7 | MON 2 5   | IMO 1 17 | IMO 2 14 | DON 1     | DON 2 1 | MUG 1 Rit | MUG 2 NP | HUN 1 13 | HUN 2 Rit | SPA 1    | SPA 2 1   | VAL 1 18  | VAL 2 5 | PER 1 6   | PER 2 Rit | 4º   | 128   |
| 2013 | Audi Sport Italia           | Audi RS5     | MON 1 4 | MON 2 4   | BRN 1 11 | BRN 2    | SVK 1 Rit | SVK 2 3 | ZOL 1     | ZOL 2 1  | ALG 1    | ALG 2 1   | DON 1 4  | DON 2 1   | IMO 1 2   | IMO 2 1 | VAL 1 3   | VAL 2 7   | 1º   | 233   |

### TCR International Series
(legenda) (Le gare in grassetto indicano la pole position) (Gare in corsivo indicano Gpv)
| Anno | Scuderia         | Vettura                 | 1        | 2       | 3       | 4        | 5        | 6         | 7         | 8         | 9        | 10      | 11      | 12        | 13      | 14        | 15       | 16        | 17       | 18      | 19        | 20        | 21        | 22       | Pos. | Punti |
| ---- | ---------------- | ----------------------- | -------- | ------- | ------- | -------- | -------- | --------- | --------- | --------- | -------- | ------- | ------- | --------- | ------- | --------- | -------- | --------- | -------- | ------- | --------- | --------- | --------- | -------- | ---- | ----- |
| 2015 | WestCoast Racing | Honda Civic TCR         | MAL 1 4  | MAL 2 3 | CIN 1   | CIN 2 3  | SPA 1 8  | SPA 2 3   | POR 1 Rit | POR 2 Rit | ITA 1    | ITA 2 1 | AUT 1 5 | AUT 2 3   | RUS 1 7 | RUS 2 NP  | RBR 1 11 | RBR 2 Rit | SIN 1 3  | SIN 2 4 | THA 1 10  | THA 2 Rit | MAC 1 6   | MAC 2 4  | 4º   | 243   |
| 2016 | WestCoast Racing | Honda Civic TCR         | BHR 1 2  | BHR 2 7 | POR 1   | POR 2 3  | BEL 1 5  | BEL 2 Rit | ITA 1 Rit | ITA 2 Rit | AUT 1 4  | AUT 2 6 | GER 1 7 | GER 2 10  | RUS 1 3 | RUS 2 12† | THA 1 3  | THA 2 Rit | SIN 1 10 | SIN 2 7 | MAL 1 NP  | MAL 2 3   | MAC 1 Rit | MAC 2 NP | 6º   | 174   |
| 2017 | WestCoast Racing | Volkswagen Golf GTI TCR | GEO 1 10 | GEO 2 7 | BHR 1 9 | BHR 2 10 | BEL 1 12 | BEL 2 15  | ITA 1 11  | ITA 2 16† | AUT 1 13 | AUT 2 5 | UNG 1 9 | UNG 2 Rit | GER 1   | GER 2 1   | THA 1 10 | THA 2 13  | CIN 1 4  | CIN 2   | EAU 1 16† | EAU 2     |           |          | 6º   | 132   |

### Coppa del mondo turismo
| Anno | Scuderia      | Vettura                  | 1        | 2         | 3         | 4         | 5        | 6        | 7         | 8        | 9         | 10       | 11       | 12        | 13       | 14       | 15       | 16    | 17    | 18    | 19    | 20    | 21    | 22    | 23    | 24    | 25    | 26    | 27    | 28    | 29    | 30    | Pos. | Punti |
| ---- | ------------- | ------------------------ | -------- | --------- | --------- | --------- | -------- | -------- | --------- | -------- | --------- | -------- | -------- | --------- | -------- | -------- | -------- | ----- | ----- | ----- | ----- | ----- | ----- | ----- | ----- | ----- | ----- | ----- | ----- | ----- | ----- | ----- | ---- | ----- |
| 2018 | Team Mulsanne | Alfa Romeo Giulietta TCR | MAR 1 20 | MAR 2 Rit | MAR 3 Rit | UNG 1 Rit | UNG 2 22 | UNG 3 14 | GER 1 Rit | GER 2 15 | GER 3 Rit | OLA 1 13 | OLA 2 13 | OLA 3 21† | POR 1 NP | POR 2 NP | POR 3 NP | SVC 1 | SVC 2 | SVC 3 | CIN 1 | CIN 2 | CIN 3 | WUH 1 | WUH 2 | WUH 3 | GPN 1 | GPN 2 | GPN 3 | MAC 1 | MAC 2 | MAC 3 | NC   | 0     |

### TCR Europe Touring Car Series
| Anno | Scuderia         | Vettura                 | 1       | 2         | 3         | 4        | 5        | 6        | 7        | 8       | 9       | 10        | 11       | 12       | 13        | 14      | Pos. | Punti |
| ---- | ---------------- | ----------------------- | ------- | --------- | --------- | -------- | -------- | -------- | -------- | ------- | ------- | --------- | -------- | -------- | --------- | ------- | ---- | ----- |
| 2019 | WestCoast Racing | Volkswagen Golf GTI TCR | HUN 1 8 | HUN 2 Rit | HOC 1 Rit | HOC 2 11 | SPA 1 14 | SPA 2 10 | RBR 1 11 | RBR 2 5 | OSC 1 5 | OSC 2 Rit | CAT 1 10 | CAT 2 13 | MNZ 1 Rit | MNZ 2 5 | 13º  | 135   |